# All-Euroleague Basketball Team
L'All-Euroleague Basketball Team è il riconoscimento che ogni anno la Euroleague Basketball conferisce ai 10 migliori giocatori che si sono distinti nel corso della regular season, a partire dalla stagione 2000-2001. Durante il periodo di gestione FIBA della Euroleague, i giocatori venivano premiati con la partecipazione ai FIBA All-Star Games, successivamente diventati FIBA EuroStars. Sempre in questo periodo, i cinque migliori giocatori delle Final Four venivano inseriti nell'EuroLeague Final Four Team, un precursore dell'attuale All-EuroLeague Team.
Nella stagione sportiva 2000-2001, le squadre di pallacanestro europee erano divise tra l'Euroleague Basketball e la Suproleague, organizzata dalla FIBA stessa; fu proprio in questa occasione che venne scelto per la prima volta l'All-EuroLeague Team.
Nel primo All-EuroLeague Team, solo Rashard Griffith della Virtus Bologna raggiunse le semifinali di coppa con la sua squadra, mentre Gregor Fučka della Fortitudo Bologna riuscì ad arrivare ai quarti di finali con la sua squadra. Dalla stagione successiva, venne data molta più importanza ai risultati di squadra nella scelta dei giocatori; questa scelta venne istituita in maniera non ufficiale dopo la fusione delle due competizioni europee.

## Criteri di voto
Il successo della squadra è il criterio fondamentale nel processo di selezione, dando così meno importanza alle statistiche individuali. L'All-EuroLeague Team è composto da dieci giocatori in totale, con cinque giocatori scelti sia nella prima che nella seconda squadra.
Fino alla stagione 2010-2011, ogni votante poteva scegliere tra due playmaker, quattro guardie o ali piccole, oltre a quattro ali grandi o centri. Tutti i giocatori erano elencati in base al ruolo scelto dalla Euroleague stessa, anche se in alcuni casi il ruolo scelto non rispecchiava adeguatamente il ruolo in cui il giocatore giocava regolarmente.
Dalla stagione Fino alla stagione 2011-2012, al sistema di voto venne tolta la limitazione del ruolo, scegliendo così i cinque giocatori tra i più votati dai fan e dai giornalisti scelti, senza tener conto del ruolo. Questa modifica è stato effettuata per dare agli elettori l'opportunità di scegliere i giocatori che vogliono in base alla squadra, piuttosto che limitarli a scelte basate sulle posizioni. I voti online rappresentano il 25% dei voti totali, mentre i media votano per il restante 75%.
Il voto dei tifosi online vengono effettuati tramite il sito web ufficiale dell'Euroleague Basketball, consentendo un solo voto ogni 24 ore da un singolo indirizzo IP. Il giocatore che riceve il maggior numero di votazioni online, riceve anche il 25% dei voti nella scelta dell'Euroleague MVP.

## All-EuroLeague Team per stagione

### All-EuroLeague Team quando il voto era per ruolo
| Giocatore (X) | Indica il numero di volte in cui il giocatore è stato selezionato per la prima o la seconda squadra. |
| Grassetto     | Vincitore dell'Euroleague MVP                                                                        |

| Stagione  | Pos. | All-EuroLeague First Team | All-EuroLeague First Team | All-EuroLeague Second Team | All-EuroLeague Second Team |
| Stagione  | Pos. | Giocatore                 | Squadra                   | Giocatore                  | Squadra                    |
| --------- | ---- | ------------------------- | ------------------------- | -------------------------- | -------------------------- |
| 2000-2001 | PG   | Louis Bullock             | Scaligera Basket          | Jemeil Rich                | Lugano Snakes              |
| 2000-2001 | G/AP | Alphonso Ford             | Peristeri                 | Panagiōtīs Liadelīs        | PAOK                       |
| 2000-2001 | G/AP | Derrek Hamilton           | Sankt-Peterburg Lions     | Pau Gasol                  | Barcelona                  |
| 2000-2001 | AG/C | Gregor Fučka              | Fortitudo Bologna         | Giannīs Giannoulīs         | PAOK                       |
| 2000-2001 | AG/C | Dejan Tomašević           | Budućnost Podgorica       | Rashard Griffith           | Virtus Bologna             |
| 2001-2002 | PG   | Tyus Edney                | Basket Treviso            | Arriel McDonald            | Maccabi Tel Aviv           |
| 2001-2002 | G/AP | Manu Ginóbili             | Virtus Bologna            | Alphonso Ford (2)          | Olympiakos                 |
| 2001-2002 | G/AP | Marko Jarić               | Virtus Bologna            | Marcelo Nicola             | Basket Treviso             |
| 2001-2002 | AG/C | Dejan Bodiroga            | Panathinaikos             | Mirsad Türkcan             | CSKA Mosca                 |
| 2001-2002 | AG/C | Dejan Tomašević (2)       | Baskonia                  | Joseph Blair               | Victoria Libertas          |
| 2002-2003 | PG   | Tyus Edney (2)            | Basket Treviso            | Miloš Vujanić              | Partizan Belgrado          |
| 2002-2003 | G/AP | Alphonso Ford (3)         | Montepaschi Siena         | Marcus Brown               | Efes Pilsen                |
| 2002-2003 | G/AP | Dejan Bodiroga (2)        | Barcelona                 | Andrés Nocioni             | Baskonia                   |
| 2002-2003 | AG/C | Jorge Garbajosa           | Basket Treviso            | Mirsad Türkcan (2)         | Montepaschi Siena          |
| 2002-2003 | AG/C | Victor Alexander          | CSKA Mosca                | Nikola Vujčić              | Maccabi Tel Aviv           |
| 2003-2004 | PG   | Šarūnas Jasikevičius      | Maccabi Tel Aviv          | Miloš Vujanić (2)          | Fortitudo Bologna          |
| 2003-2004 | G/AP | Marcus Brown (2)          | CSKA Mosca                | Lynn Greer                 | Śląsk Wrocław              |
| 2003-2004 | G/AP | Dejan Bodiroga (3)        | Barcelona                 | David Vanterpool           | Montepaschi Siena          |
| 2003-2004 | AG/C | Mirsad Türkcan (3)        | CSKA Mosca                | Andrés Nocioni (2)         | Baskonia                   |
| 2003-2004 | AG/C | Arvydas Sabonis           | Žalgiris                  | Nikola Vujčić (2)          | Maccabi Tel Aviv           |
| 2004-2005 | PG   | Šarūnas Jasikevičius (2)  | Maccabi Tel Aviv          | Jaka Lakovič               | Panathinaikos              |
| 2004-2005 | G/AP | Arvydas Macijauskas       | Baskonia                  | Marcus Brown (3)           | CSKA Mosca                 |
| 2004-2005 | G/AP | Anthony Parker            | Maccabi Tel Aviv          | Charles Smith              | Victoria Libertas          |
| 2004-2005 | AG/C | David Andersen            | CSKA Mosca                | Luis Scola                 | Baskonia                   |
| 2004-2005 | AG/C | Nikola Vujčić (3)         | Maccabi Tel Aviv          | Tanoka Beard               | Žalgiris                   |
| 2005-2006 | PG   | Theodōros Papaloukas      | CSKA Mosca                | Pablo Prigioni             | Baskonia                   |
| 2005-2006 | G/AP | Juan Carlos Navarro       | Barcelona                 | Vasilīs Spanoulīs          | Panathinaikos              |
| 2005-2006 | G/AP | Anthony Parker (2)        | Maccabi Tel Aviv          | Trajan Langdon             | CSKA Mosca                 |
| 2005-2006 | AG/C | Luis Scola (2)            | Baskonia                  | Jorge Garbajosa (2)        | Málaga                     |
| 2005-2006 | AG/C | Nikola Vujčić (4)         | Maccabi Tel Aviv          | Darjuš Lavrinovič          | Žalgiris                   |
| 2006-2007 | PG   | Theodōros Papaloukas (2)  | CSKA Mosca                | Pablo Prigioni (2)         | Baskonia                   |
| 2006-2007 | PG   | Dīmītrīs Diamantidīs      | Panathinaikos             | Pablo Prigioni (2)         | Baskonia                   |
| 2006-2007 | G/AP | Juan Carlos Navarro (2)   | Barcelona                 | Igor Rakočević             | Baskonia                   |
| 2006-2007 | G/AP | Trajan Langdon (2)        | CSKA Mosca                | Ramūnas Šiškauskas         | Panathinaikos              |
| 2006-2007 | AG/C | Luis Scola (3)            | Baskonia                  | Matjaž Smodiš              | CSKA Mosca                 |
| 2006-2007 | AG/C | Nikola Vujčić (5)         | Maccabi Tel Aviv          | Lazaros Papadopoulos       | Dinamo Mosca               |
| 2007-2008 | PG   | Terrell McIntyre          | Montepaschi Siena         | Theodōros Papaloukas (3)   | CSKA Mosca                 |
| 2007-2008 | G/AP | Trajan Langdon (3)        | CSKA Mosca                | Bootsy Thornton            | Montepaschi Siena          |
| 2007-2008 | G/AP | Ramūnas Šiškauskas (2)    | CSKA Mosca                | Yotam Halperin             | Maccabi Tel Aviv           |
| 2007-2008 | AG/C | Terence Morris            | Maccabi Tel Aviv          | Kšyštof Lavrinovič         | Montepaschi Siena          |
| 2007-2008 | AG/C | Tiago Splitter            | Baskonia                  | Nikola Peković             | Partizan Belgrado          |
| 2008-2009 | PG   | Terrell McIntyre (2)      | Montepaschi Siena         | Theodōros Papaloukas (4)   | Olympiakos                 |
| 2008-2009 | G/AP | Juan Carlos Navarro (3)   | Barcelona                 | Vasilīs Spanoulīs (2)      | Panathinaikos              |
| 2008-2009 | G/AP | Igor Rakočević (2)        | Baskonia                  | Ramūnas Šiškauskas (3)     | CSKA Mosca                 |
| 2008-2009 | AG/C | Iōannīs Mpourousīs        | Olympiakos                | Erazem Lorbek              | CSKA Mosca                 |
| 2008-2009 | AG/C | Nikola Peković (2)        | Panathinaikos             | Tiago Splitter (2)         | Baskonia                   |
| 2009-2010 | PG   | Miloš Teodosić            | Olympiakos                | Bo McCalebb                | Partizan Belgrado          |
| 2009-2010 | G/AP | Juan Carlos Navarro (4)   | Barcelona                 | Josh Childress             | Olympiakos                 |
| 2009-2010 | G/AP | Linas Kleiza              | Olympiakos                | Ramūnas Šiškauskas (4)     | CSKA Mosca                 |
| 2009-2010 | AG/C | Viktor Chrjapa            | CSKA Mosca                | Erazem Lorbek (2)          | Barcelona                  |
| 2009-2010 | AG/C | Aleks Marić               | Partizan Belgrado         | Tiago Splitter (3)         | Baskonia                   |
| 2010-2011 | PG   | Dīmītrīs Diamantidīs (2)  | Panathinaikos             | Jeremy Pargo               | Maccabi Tel Aviv           |
| 2010-2011 | G/AP | Juan Carlos Navarro (5)   | Barcelona                 | Vasilīs Spanoulīs (3)      | Olympiacos                 |
| 2010-2011 | G/AP | Fernando San Emeterio     | Baskonia                  | Sergio Llull               | Real Madrid                |
| 2010-2011 | AG/C | Mike Batiste              | Panathinaikos             | Duško Savanović            | Valencia                   |
| 2010-2011 | AG/C | Sofoklīs Schortsianitīs   | Maccabi Tel Aviv          | Kšyštof Lavrinovič (2)     | Montepaschi Siena          |

### All-EuroLeague Team da quando il voto non è più per ruolo
| Giocatore (X) | Indica il numero di volte in cui il giocatore è stato selezionato per la prima o la seconda squadra. |
| Grassetto     | Vincitore dell'Euroleague MVP                                                                        |

| Stagione  | All-EuroLeague First Team | All-EuroLeague First Team | All-EuroLeague Second Team | All-EuroLeague Second Team |
| Stagione  | Giocatore                 | Squadra                   | Giocatore                  | Squadra                    |
| --------- | ------------------------- | ------------------------- | -------------------------- | -------------------------- |
| 2011-2012 | Dīmītrīs Diamantidīs (3)  | Panathinaikos             | Miloš Teodosić (2)         | CSKA Mosca                 |
| 2011-2012 | Vasilīs Spanoulīs (4)     | Olympiacos                | Bo McCalebb (2)            | Montepaschi Siena          |
| 2011-2012 | Andrej Kirilenko          | CSKA Mosca                | Juan Carlos Navarro (6)    | Barcelona                  |
| 2011-2012 | Erazem Lorbek (3)         | Barcelona                 | Henry Domercant            | UNICS Kazan                |
| 2011-2012 | Nenad Krstić              | CSKA Mosca                | Mike Batiste (2)           | Panathinaikos              |
| 2012-2013 | Dīmītrīs Diamantidīs (4)  | Panathinaikos             | Miloš Teodosić (3)         | CSKA Mosca                 |
| 2012-2013 | Vasilīs Spanoulīs (5)     | Olympiacos                | Juan Carlos Navarro (7)    | Barcelona                  |
| 2012-2013 | Rudy Fernández            | Real Madrid               | Viktor Chrjapa (2)         | CSKA Mosca                 |
| 2012-2013 | Nenad Krstić (2)          | CSKA Mosca                | Nikola Mirotić             | Real Madrid                |
| 2012-2013 | Ante Tomić                | Barcelona                 | Shawn James                | Maccabi                    |
| 2013-2014 | Sergio Rodríguez          | Real Madrid               | Vasilīs Spanoulīs (6)      | Olympiacos                 |
| 2013-2014 | Keith Langford            | Olimpia Milano            | Ricky Hickman              | Maccabi                    |
| 2013-2014 | Rudy Fernández (2)        | Real Madrid               | Viktor Chrjapa (3)         | CSKA Mosca                 |
| 2013-2014 | Sonny Weems               | CSKA Mosca                | Nikola Mirotić (2)         | Real Madrid                |
| 2013-2014 | Ante Tomić (2)            | Barcelona                 | Stéphane Lasme             | Panathinaikos              |
| 2014-2015 | Miloš Teodosić (4)        | CSKA Mosca                | Nando de Colo              | CSKA Mosca                 |
| 2014-2015 | Vasilīs Spanoulīs (7)     | Olympiacos                | Andrew Goudelock           | Fenerbahçe                 |
| 2014-2015 | Nemanja Bjelica           | Fenerbahçe                | Rudy Fernández (3)         | Real Madrid                |
| 2014-2015 | Felipe Reyes              | Real Madrid               | Devin Smith                | Maccabi                    |
| 2014-2015 | Boban Marjanović          | Crvena zvezda             | Ante Tomić (3)             | Barcelona                  |
| 2015-2016 | Miloš Teodosić (5)        | CSKA Mosca                | Luigi Datome               | Fenerbahçe                 |
| 2015-2016 | Malcolm Delaney           | Lokomotiv Kuban           | Quincy Miller              | Crvena zvezda              |
| 2015-2016 | Nando de Colo (2)         | CSKA Mosca                | Anthony Randolph           | Lokomotiv Kuban            |
| 2015-2016 | Jan Veselý                | Fenerbahçe                | Ekpe Udoh                  | Fenerbahçe                 |
| 2015-2016 | Iōannīs Mpourousīs (2)    | Laboral Kutxa             | Gustavo Ayón               | Real Madrid                |
| 2016-2017 | Sergio Llull (2)          | Real Madrid               | Miloš Teodosić (6)         | CSKA Mosca                 |
| 2016-2017 | Nando de Colo (3)         | CSKA Mosca                | Brad Wanamaker             | Darüşşafaka Doğuş          |
| 2016-2017 | Bogdan Bogdanović         | Fenerbahçe                | Nicolò Melli               | Brose Bamberg              |
| 2016-2017 | Giōrgos Printezīs         | Olympiacos                | Bryant Dunston             | Anadolu Efes               |
| 2016-2017 | Ekpe Udoh (2)             | Fenerbahçe                | Gustavo Ayón (2)           | Real Madrid                |
| 2017-2018 | Nick Calathes             | Panathinaikos             | Kevin Pangos               | Žalgiris                   |
| 2017-2018 | Nando de Colo (4)         | CSKA Mosca                | Sergio Rodríguez (2)       | CSKA Mosca                 |
| 2017-2018 | Luka Dončić               | Real Madrid               | Vasilīs Spanoulīs (8)      | Olympiacos                 |
| 2017-2018 | Tornik'e Shengelia        | Kirolbet Baskonia         | Aleksej Šved               | Chimki                     |
| 2017-2018 | Jan Veselý (2)            | Fenerbahçe                | Paulius Jankūnas           | Žalgiris                   |
| 2018-2019 | Nick Calathes (2)         | Panathinaikos             | Nando de Colo (5)          | CSKA Mosca                 |
| 2018-2019 | Kōstas Sloukas            | Fenerbahçe                | Mike James                 | Olimpia Milano             |
| 2018-2019 | Will Clyburn              | CSKA Mosca                | Vasilije Micić             | Anadolu Efes               |
| 2018-2019 | Brandon Davies            | Žalgiris                  | Vincent Poirier            | Kirolbet Baskonia          |
| 2018-2019 | Jan Veselý (3)            | Fenerbahçe                | Walter Tavares             | Real Madrid                |
| 2020-2021 | Kevin Pangos (2)          | Zenit Sankt-Peterburg     | Shane Larkin               | Anadolu Efes               |
| 2020-2021 | Vasilije Micić (2)        | Anadolu Efes              | Nando de Colo (6)          | Fenerbahçe                 |
| 2020-2021 | Vladimir Lučić            | Bayern München            | Will Clyburn (2)           | CSKA Mosca                 |
| 2020-2021 | Nikola Mirotić (3)        | Barcelona                 | Shavon Shields             | Olimpia Milano             |
| 2020-2021 | Walter Tavares (2)        | Real Madrid               | Brandon Davies (2)         | Barcelona                  |
| 2021-2022 | Mike James (2)            | Monaco                    | Vladimir Lučić (2)         | Bayern Monaco              |
| 2021-2022 | Nikola Mirotić (4)        | Barcellona                | Vasilije Micić (3)         | Anadolu Efes               |
| 2021-2022 | Shane Larkin (2)          | Anadolu Efes              | Shavon Shields (2)         | Olimpia Milano             |
| 2021-2022 | Walter Tavares (3)        | Real Madrid               | Kōstas Sloukas (2)         | Olympiakos                 |
| 2021-2022 | Aleksandăr Vezenkov       | Olympiakos                | Giōrgos Papagiannīs        | Panathīnaïkos              |
| 2022-2023 | Walter Tavares (4)        | Real Madrid               | Darius Thompson            | Saski Baskonia             |
| 2022-2023 | Mathias Lessort           | Partizan                  | Kevin Punter               | Partizan                   |
| 2022-2023 | Lorenzo Brown             | Maccabi Tel Aviv          | Nikola Mirotić (5)         | Barcellona                 |
| 2022-2023 | Aleksandăr Vezenkov (2)   | Olympiakos                | Wade Baldwin               | Maccabi Tel Aviv           |
| 2022-2023 | Džanan Musa               | Real Madrid               | Mike James (3)             | Monaco                     |
| 2023-2024 | Facundo Campazzo          | Real Madrid               | Kōstas Sloukas (3)         | Panathīnaïkos              |
| 2023-2024 | Mike James (4)            | Monaco                    | Mario Hezonja              | Real Madrid                |
| 2023-2024 | Nigel Hayes-Davis         | Fenerbahçe                | Walter Tavares (5)         | Real Madrid                |
| 2023-2024 | Mathias Lessort (2)       | Panathīnaïkos             | Wade Baldwin (2)           | Maccabi Tel Aviv           |
| 2023-2024 | Kendrick Nunn             | Panathīnaïkos             | Lorenzo Brown (2)          | Maccabi Tel Aviv           |

## Classifica
I giocatori sono elencati in base alla nazionalità con cui sono registrati nei rispettivi campionati nazionali, dato che l'Euroleague considera ufficialmente.
La seguente tabella elenca solo i giocatori con almeno due nomination.
| Giocatore            | N. nomination | First Team | Second Team | Euroleague MVP | Final Four MVP |
| -------------------- | ------------- | ---------- | ----------- | -------------- | -------------- |
| Vasilīs Spanoulīs    | 8             | 3          | 5           | 1              | 3              |
| Juan Carlos Navarro  | 7             | 5          | 2           | 1              | 1              |
| Nando de Colo        | 6             | 3          | 3           | 1              | 1              |
| Miloš Teodosić       | 6             | 3          | 3           | 1              | 0              |
| Nikola Vujčić        | 5             | 3          | 2           | 0              | 0              |
| Walter Tavares       | 5             | 3          | 2           | 0              | 1              |
| Nikola Mirotić       | 5             | 2          | 3           | 1              | 0              |
| Dīmītrīs Diamantidīs | 4             | 4          | 0           | 1              | 2              |
| Theodōros Papaloukas | 4             | 2          | 2           | 1              | 1              |
| Mike James           | 4             | 2          | 2           | 1              | 0              |
| Ramūnas Šiškauskas   | 4             | 1          | 3           | 1              | 0              |
| Jan Veselý           | 3             | 3          | 0           | 1              | 0              |
| Dejan Bodiroga       | 3             | 3          | 0           | 0              | 2              |
| Trajan Langdon       | 3             | 2          | 1           | 0              | 1              |
| Ante Tomić           | 3             | 2          | 1           | 0              | 0              |
| Rudy Fernández       | 3             | 2          | 1           | 0              | 0              |
| Alphonso Ford        | 3             | 2          | 1           | 0              | 0              |
| Luis Scola           | 3             | 2          | 1           | 0              | 0              |
| Vasilije Micić       | 3             | 1          | 2           | 1              | 2              |
| Viktor Chrjapa       | 3             | 1          | 2           | 0              | 0              |
| Erazem Lorbek        | 3             | 1          | 2           | 0              | 0              |
| Tiago Splitter       | 3             | 1          | 2           | 0              | 0              |
| Marcus Brown         | 3             | 1          | 2           | 0              | 0              |
| Mirsad Türkcan       | 3             | 1          | 2           | 0              | 0              |
| Anthony Parker       | 2             | 2          | 0           | 2              | 1              |
| Aleksandăr Vezenkov  | 2             | 2          | 0           | 1              | 0              |
| Šarūnas Jasikevičius | 2             | 2          | 0           | 0              | 1              |
| Tyus Edney           | 2             | 2          | 0           | 0              | 1              |
| Iōannīs Mpourousīs   | 2             | 2          | 0           | 0              | 0              |
| Nenad Krstić         | 2             | 2          | 0           | 0              | 0              |
| Dejan Tomašević      | 2             | 2          | 0           | 0              | 0              |
| Terrell McIntyre     | 2             | 2          | 0           | 0              | 0              |
| Nick Calathes        | 2             | 2          | 0           | 0              | 0              |
| Sergio Llull         | 2             | 1          | 1           | 1              | 0              |
| Sergio Rodríguez     | 2             | 1          | 1           | 1              | 0              |
| Ekpe Udoh            | 2             | 1          | 1           | 0              | 1              |
| Will Clyburn         | 2             | 1          | 1           | 0              | 1              |
| Mike Batiste         | 2             | 1          | 1           | 0              | 0              |
| Nikola Peković       | 2             | 1          | 1           | 0              | 0              |
| Jorge Garbajosa      | 2             | 1          | 1           | 0              | 0              |
| Igor Rakočević       | 2             | 1          | 1           | 0              | 0              |
| Kevin Pangos         | 2             | 1          | 1           | 0              | 0              |
| Brandon Davies       | 2             | 1          | 1           | 0              | 0              |
| Shane Larkin         | 2             | 1          | 1           | 0              | 0              |
| Vladimir Lučić       | 2             | 1          | 1           | 0              | 0              |
| Kōstas Sloukas       | 3             | 1          | 2           | 0              | 0              |
| Andrés Nocioni       | 2             | 0          | 2           | 0              | 1              |
| Bo McCalebb          | 2             | 0          | 2           | 0              | 0              |
| Kšyštof Lavrinovič   | 2             | 0          | 2           | 0              | 0              |
| Pablo Prigioni       | 2             | 0          | 2           | 0              | 0              |
| Miloš Vujanić        | 2             | 0          | 2           | 0              | 0              |
| Gustavo Ayón         | 2             | 0          | 2           | 0              | 0              |
| Shavon Shields       | 2             | 0          | 2           | 0              | 0              |
| Mathias Lessort      | 2             | 2          | 0           | 0              | 0              |
| Wade Baldwin         | 2             | 0          | 2           | 0              | 0              |
| Lorenzo Brown        | 2             | 1          | 1           | 0              | 0              |